# Kokkolan Palloveikot
Kokkolan Palloveikot – fiński klub piłkarski z siedzibą w mieście Kokkola.

## Osiągnięcia
- Mistrz Finlandii: 1969
- Wicemistrz Finlandii: 1973
- Trzecie miejsce w mistrzostwach Finlandii: 1971, 1975
- Finał pucharu Finlandii: 1982, 2006

## Historia
KPV założono w 1930 roku. Klub swoje największe sukcesy osiągnął w latach 60. i 70. Obecnie gra w II lidze Finlandii.

### Piłkarze
| - Keith Armstrong - Ramon Bailey - Chad Botha - Ryan Botha - Jukka Hakala - Pekka Kainu - Miika Koppinen - Tero Koskela - Steve Modeste - Jaime Rodríguez - Henri Myntti - Juha Reini - Noam Surrier - Eddy Torrest - Tuomas Uusimäki |

## Europejskie puchary
Legenda do wszystkich tabel:
- Q – runda eliminacyjna, 1/16, 1/8, 1/4, 1/2 – odpowiednia faza rozgrywek, Grupa – runda grupowa, 1r gr – pierwsza runda grupowa, 2r gr – druga runda grupowa, F – finał, R – runda, PO – play-off
- k. – rzuty karne, los. – losowanie, Dogr. – dogrywka, w. – zasada bramek strzelonych na wyjeździe

| Sezon   | Rozgrywki     | Runda | Przeciwnik  | Dom | Wyjazd | Ogólnie |
| ------- | ------------- | ----- | ----------- | --- | ------ | ------- |
| 1970/71 | Puchar Europy | 1R    | Celtic F.C. | 0–5 | 0–9    | 0–14    |
| 1974/75 | Puchar UEFA   | 1R    | 1. FC Köln  | 1–4 | 1–5    | 2–9     |